# Teofilakt (imię)
Teofilakt – imię męskie pochodzenia greckiego, które oznacza „strzeżony przez Boga”, od gr. θεος (theos) – "Bóg” i φυλασσω (filasso) – „strzec”. Patronem tego imienia jest św. Teofilakt, biskup Nikomedii z IX wieku.
Teofilakt imieniny obchodzi 7 marca.
Teofilakt w innych językach:
- rosyjski – Феофилакт, Фефилатей[1].

Znane osoby noszące to imię: 
- Teofilakt – (przed 864 – 920) – konsul Tusculum od 915 roku, mąż Teodory, ojciec Marozji i Teodory Młodszej
- Teofilakt Symokatta (żył na przełomie VI i VII wieku) – bizantyński historyk i pisarz z Egiptu
- Teofilakt – patriarcha Konstantynopola w okresie 933–956